# Premios Genie
Otorgados por la Academia Canadiense de Cine y Televisión (Academy of Canadian Cinema and Television) que premian al mejor cine canadiense del año. Del año 1949 al año 1979 se denominaban Canadian Film Awards, pasando a llamarse Genie Awards en el año 1980.También conocidos como "Premio Etrog" por Sorel Etrog, el escultor que diseñó la estatuilla con la que se obsequia a los vencedores. Equivalentes a los Premios Óscar de Estados Unidos / a los Premios Goya de España.
En el año 2013, la Academia decidió fusionar los Premios Genie (cine) y los Gemini (TV) en una sola ceremonia y pasaron a llamarse "Canadian Screen Awards".

## Palmarés de mejores películas
- 1980: The Changeling de Peter Medak[3]
- 1981: Les Bons débarras, de Francis Mankiewicz
- 1982: Ticket to Heaven, de Ralph L. Thomas
- 1983: The Grey Fox, de Phillip Borsos
- 1984: The Terry Fox Story, de Ralph L. Thomas
- 1985: The Bay Boy, de Daniel Petrie
- 1986: My American Cousin, de Sandy Wilson
- 1987: El declive del imperio americano, de Denys Arcand
- 1988: Un Zoo la Nuit, de Jean-Claude Lauzon
- 1989: Dead Ringers, de David Cronenberg
- 1990: Jesús de Montreal, de Denys Arcand
- 1991: Black Robe, de Bruce Beresford
- 1992: Naked Lunch, de David Cronenberg
- 1993: Thirty Two Short Films About Glenn Gould, de François Girard
- 1994: Exótica, de Atom Egoyan
- 1995: Le Confessionnal, de Robert Lepage
- 1996: Lilies, de John Greyson
- 1997: The Sweet Hereafter, de Atom Egoyan
- 1999: El violín rojo, de François Girard
- 2000: Sunshine, de István Szabó
- 2001: Maelström, de Denis Villeneuve
- 2002: Atanarjuat: The Fast Runner, de Zacharias Kunuk
- 2003: Ararat, de Atom Egoyan
- 2004: Las invasiones bárbaras, de Denys Arcand
- 2005: Les Triplettes de Belleville, de Sylvain Chomet
- 2006: C.R.A.Z.Y., de Jean-Marc Vallée
- 2007: Bon Cop, Bad Cop, de Eric Canuel
- 2008: Lejos de ella, de Sarah Polley
- 2009: Passchendaele, de Paul Gross
- 2010: Politécnico, de Denis Villeneuve
- 2011: Incendies de Denis Villeneuve
- 2012: Profesor Lazhar, de Philippe Falardeau

## Premios desde el año 2013 otorgados porAcademia Canadiense de Cine y Televisión
- Los Premios Gemini, que premia a los mejores de la televisión y cine cuya nacionalidad principal sea la canadiense y versión original sea el inglés.
- Los Prix Gémeaux, que premia a los mejores en la televisión y cine cuya nacionalidad principal sea la canadiense y versión original sea el francés.
- Los Premios Canadian Screen Awards, que premia a los mejores de la televisión y cine cuya nacionalidad principal sea la canadiense y versión original da exactamente igual la que sea (Idioma inglés, Idioma francés, lenguas inuit, idioma ojibwa, idioma cree, Idioma dené suliné, idioma español etcétera).

Son equivalentes a Premios Emmy y Premios Óscar en Canadá.